# Chérif Belkacem
Pour les articles homonymes, voir Belkacem.
Chérif Belkacem, né 30 juillet 1933 à Aïn Beïda et mort le 23 juin 2009 à Paris, est un ministre du gouvernement algérien des années 1960-1970.

## Biographie
Chérif Belkacem naît en 1933 en Algérie française mais passe son enfance à Béni Mellal au Maroc. Son père est originaire des Aurès et sa mère de Beni Mellal . Officier de l'ALN durant la guerre d'Algérie, il était connu sous le nom de Si Djamel. Il a été après l'indépendance plusieurs fois ministre. Il est décédé à l’hôpital Hôtel Dieu de Paris le 23 juin 2009 à l'âge de 79 ans des suites d'une longue maladie.
Proche d'Abdelaziz Bouteflika durant la guerre au sein du groupe d'Oujda, il n'a plus exercé de fonctions publiques depuis 1977.

## Mandats
- Ministre de l'Orientation nationale 1963 - 1965
- Membre du Conseil de la Révolution 1965 - 1977
- Ministre provisoire de l'Éducation nationale et de l'Information durant l'été 1965
- Ministre d’État chargé des finances et du plan 1968 - 1969
- Ministre d’État chargé du FLN (parti-État) 1970 - 1977